# 大卡斯山
45°24′19″N 6°49′39″E / 45.40528°N 6.82750°E

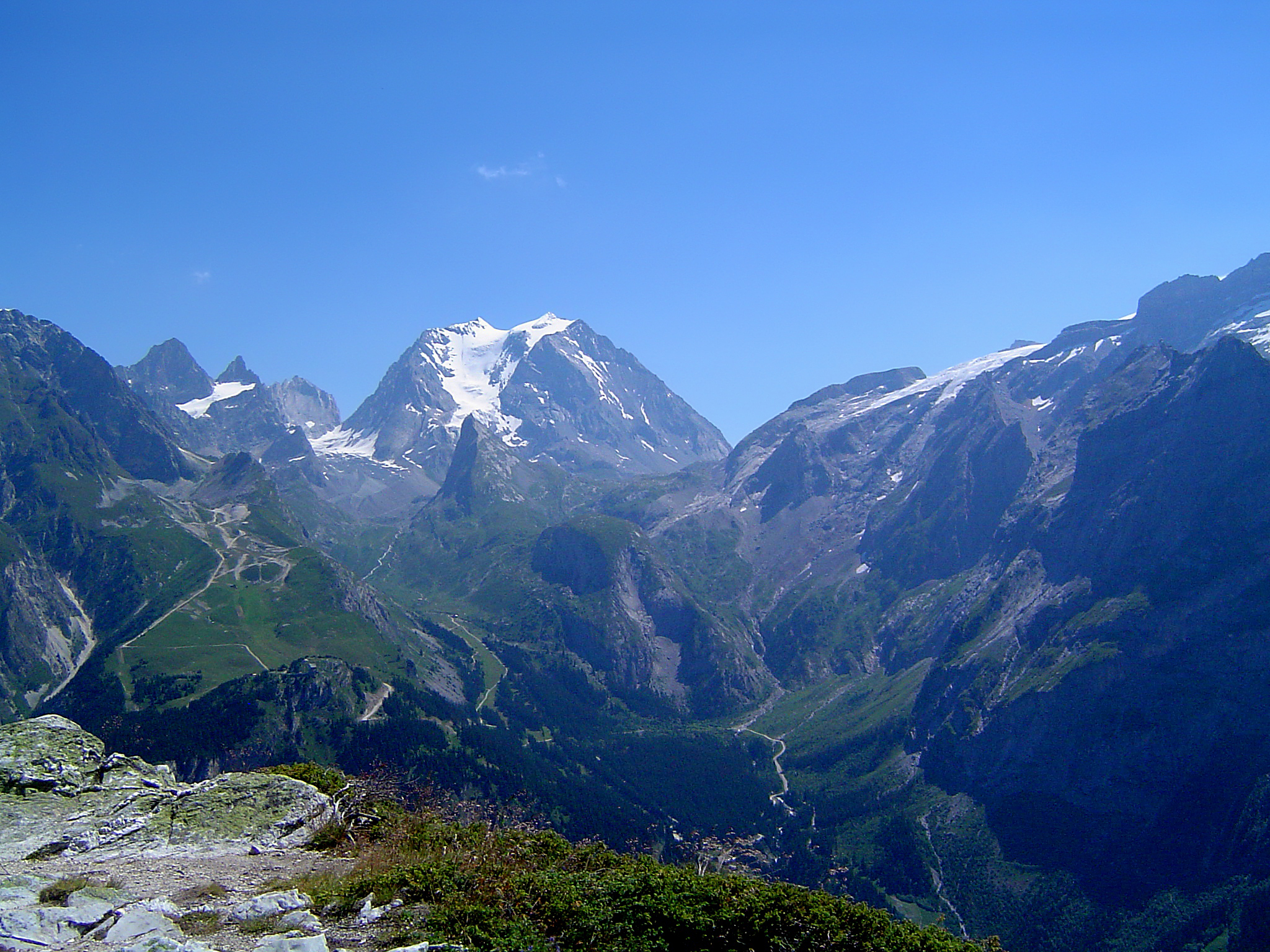

大卡斯山（法语：Grande Casse）是法國的山峰，位於該國東南部，由薩瓦省負責管轄，屬於格拉耶山的一部分，海拔高度3,855米，人類在1860年8月8日首次登頂。